# Margaritaville
«Margaritaville» (en España y en Latinoamérica «Villa Margarita») es el tercer episodio de la decimotercera temporada de la serie animada estadounidense South Park, y el episodio 184 de la serie. Fue estrenado en el canal Comedy Central en Estados Unidos el 25 de marzo de 2009. El episodio es una sátira de la recesión mundial que afecta a gran parte del mundo industrializado. Kyle es retratado como un Jesús salvador que está trabajando para salvar a la economía, y Stan pasa gran parte del episodio tratando de devolver una máquina personal para hacer margaritas de Jimmy Buffett's Margaritaville.
El episodio fue escrito y dirigido por el cofundador de la serie Trey Parker, y fue clasificada TV-MA L en los Estados Unidos. Recibió críticas generalmente positivas por los críticos de televisión y, según Nielsen Ratings, fue visto por 2,77 millones de hogares en su emisión original, lo que lo hace el más visto de Comedy Central.
«Margaritaville», ganó el Premio 2009 al Emmy por Programa Animado de Programación de Menos de una hora.

## Trama
Stan es obligado por su padre a depositar 100 USD que había recibido de herencia por su abuela pero el empleado del banco hace "desaparecer" el dinero, lo mismo que hace con otros clientes. Poco después se anuncia una crisis económica, la cual ataca a todo Estados Unidos y sobre todo a South Park. Randy culpa a la economía y a la gente por gastar el dinero en lujos y cosas frívolas, a su vez Randy se hace un Margarita y el ruido de la máquina opaca su voz al explicar porque la economía estaba en crisis.
Un día gente en South Park anuncia varias formas de tratar de salvar la economía de los habitantes culpando a algún factor. Entre estos habitantes se encuentra Cartman, quien culpa a los judíos argumentando que estos estaban acaparando el dinero en una cueva. Randy vestido con una sábana convence a la gente de sólo usar el dinero en cosas necesarias para evitar gastos innecesarios. En lugar de ropa les recomienda usar sábanas, en lugar de juguetes los niños jugarían con ardillas, en lugar de automóviles se usarían llamas. Según Randy, gracias a ese plan la economía calmaría su ira.
Desde entonces South Park empieza a vivir como en los días de Jesucristo, con los habitantes vestidos como greco-romanos. Kyle juega con ardillas acompañado de Butters, Kenny, Token y Jimmy. Cartman no deja de culpar a los judíos por la crisis, algo que llena de ira a Kyle y este posteriormente dice que la economía es una idea creada por el hombre y que esta no podía sentir ira hacia la gente, y que para que esta funcionara la gente debía invertir dinero. Incluso Kyle defiende al Sr. Garrison que estaba siendo golpeado con ardillas (parodiando a la mujer sorprendida en adulterio siendo apedreada y defendida después por Jesús) por la gente, que decían que había gastado su dinero en algo egoísta, pero Kyle les dice que todos, incluso él, han gastado dinero en caprichos, y que quien no lo hubiese hecho que lanzara la próxima ardilla.
Mientras tanto las autoridades del pueblo creen tener control de la economía con la estrategia de solo gastar en lo necesario aunque empiezan a sentirse amenazados porque "un judío", es decir Kyle, estaba "blasfemando" en contra de la economía y Randy (parodiando a Caifas) ordena que se le investigue. Kyle desde una pequeña colina da un sermón al pueblo sobre la economía, la cual no debe ser vista como un Dios enojado sino como una idea la cual tiene sus tiempos difíciles, y muestra la tarjeta American Express plateada. La gente al principio teme pero Kyle los convence de que sólo es un plástico y que sólo tiene valor si la persona le otorga tal valor. Tal acción llega a oídos del alto consejo, quienes conspiran para matar a Kyle y Cartman está dispuesto a traicionarlo a cambio de que le den el juego Grand Theft Auto: Chinatown Wars para Nintendo DS.

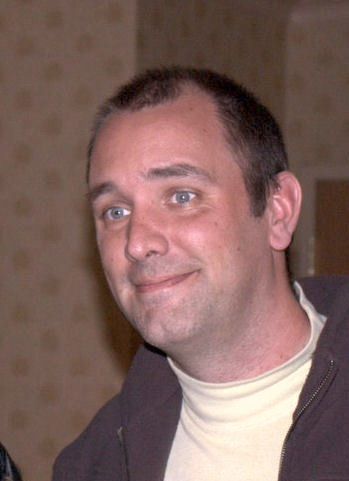
El cocreador de South Park, Trey Parker, es el autor del episodio "Margaritaville".

En una escena que parodia la Última Cena, Kyle y los demás chicos cenan en la pizzería y les anuncia que es probable que no se vuelvan a ver y que uno de ellos lo va a traicionar. Cartman por disimular dice que quien lo traicionará es un cobarde, pero Kyle sabiendo que Cartman va a ser el traidor no le dará tal oportunidad. Al día siguiente Kyle va al pueblo con su tarjeta American Express y con una máquina para tarjeta de crédito para pagar las deudas de todos los habitantes del pueblo. Su madre le ruega no hacerlo ya que quedaría endeudado toda la vida pero Kyle lo hace viviendo su propia pasión hasta que ya habiendo pagado las deudas de todos (incluidas las de Randy), termina inconsciente hasta ser llevado a su cama.
Poco tiempo después la economía de South Park vuelve a prosperar; la gente compra más, incluso Randy compra una nueva máquina de Margarita con dispensador de salsa, en las noticias toda esa prosperidad se le acredita a Barack Obama en lugar de Kyle.
Como historia paralela, Stan tiene la tarea de devolver la Villa Margarita (la máquina para hacer Margaritas) a su vendedor, la tienda Sur la Table, pero el vendedor dice que no la puede aceptar ya que la máquina fue comprada con plan de pago de una financiera. Stan se dirige a la financiera, donde tampoco la aceptan ya que el plan de pago fue una idea de la gente de la Bolsa de Nueva York en Wall Street. Stan entonces viaja a Nueva York donde en la bolsa le dicen que el plan de pago fue puesto por una aseguradora y que por sobre ésta se encuentra el Departamento del Tesoro de Estados Unidos. 
Stan viaja a Washington y en el departamento del tesoro le dicen que la Villa margarita está valuada en 90 trillones de dólares. Cuando otro trabajador del Departamento llega anunciando el probable quiebre de una compañía de seguros, Stan los sigue y observa que los altos directivos del Departamento del Tesoro cortan la cabeza de una gallina y la ponen a bailar al son de Yakety sax en medio de un tablero de juego con las opciones que decidirían un rescate financiero. Stan, lleno de ira al ver lo absurdo del sistema, arroja al tablero la Villa Margarita.